# دراسات هيلينية
الدراسات الهيلينية (يطلق عليها أيضًا الدراسات اليوناينة) هي مجال علمي متعدد التخصصات يركز على دراسة الثقافة اليونانية القديمة والمتوسطة والحديثة، بما في ذلك المجتمعات اليونانية المتشتتة حول العالم.
وهي مرتبطة بتخصصات أكاديمية مثل الدراسات اليونانية الحديثة والدراسات البيزنطية والدراسات الكلاسيكية واللغات والأدب الكلاسيكيين والتاريخ وعلم الآثار وعلم الإنسان والفلسفة.

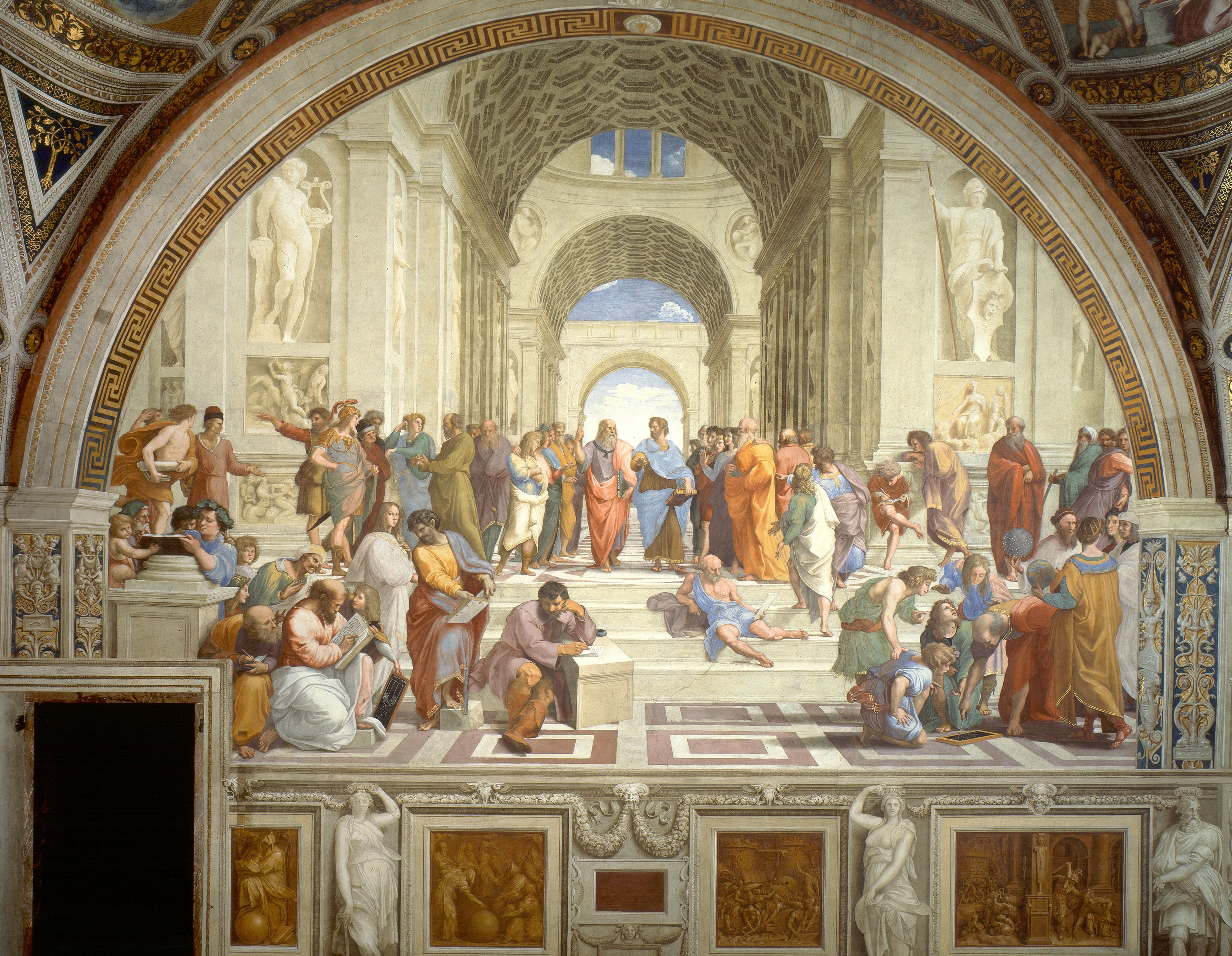
مدرسة أثينا، 1511-12، في ستانزا ديلا سيجناتورا.ا يرشدوننا

## معلومات تاريخية
يضع التراث الهيليني قيمة كبيرة للتعليم والإنجازات العلمية. وترتبط المعالم الهامة خلال التاريخ البشري مباشرة بالدراسات والمُثل الهيلينية.
وكان عصر النهضة هو تلك الحركة التي اعترفت بالهيلينية واحتفلت بمثالياتها وجهودها.
ودائمًا ما كان يلعب الفلهيلينيون (محبو اليونانيين) دورًا في دعم وحماية الدراسات الهيلينية. وفي نفس الوقت، كانت هناك عرقلة لجهود إنشاء شبكة أكبر من مؤسسات الدراسات الهيلينية من كارهي الفكر اليوناني (معادي الهيلينية).

## البرامج

### جامعة براون
قسم الكلاسيكيات 
برعاية قسم: لجنة الدراسات اليونانية الحديثة
التأسيس: تعليم اللغة في عام 1972؛
تعليم الأدب والتاريخ اليوناني الحديث في عام 1995
المدير: ديفيد كونستان (قسم الكلاسيكيات)
اللجنة التنفيذية: كونستانتين دافيرنوس (قسم الرياضيات)، جورجيا جوتسي (قسم الأدب المقارن)، إلسا أماناتيدو (قسم الكلاسيكيات، اليونان الحديثة)

### جامعة كولومبيا
برنامج الدراسات الهيلينية بجامعة كولومبيا

### نيويورك
برنامج أوناسيس للدراسات الهيلينية بكلية الفنون والعلوم بجامعة نيويورك يوفر برنامج الدراسات الهيلينية للطلاب فهمًا شاملا ومتعدد التخصصات للغة والأدب والتاريخ والسياسة الخاصة باليونان فيما بعد الكلاسيكية. ومن خلال مجموعة كبيرة من الدورات، يتعرض الطلاب لوجهات نظر متعددة تساعدهم على فهم التجارب التاريخية والسياسية للبيزنطية والعثمانية واليونان الحديثة؛ والطرق التي تحملت بها اليونان العديد من أحداث الماضي وقامت بترجمتها إلى العصر الحديث؛ والتقاليد الأدبية والفنية المتميزة لدولة يعتبرها الكثيرون مهد الحضارة الغربية. ويعتبر برنامج أوناسيس هو أحد المراكز الرائدة في الولايات المتحدة لدراسة الهيلينية، والذي يضم مجموعة متنوعة من المدرسين والأساتذة في مجموعة متنوعة من التخصصات. ويرعى البرنامج أيضًا العديد من الأنشطة الثقافية والفكرية.
مكتبة بوبست الخاصة بالجامعة هي موطن اثنتين من المجموعات الخاصة المدعمة ماديًا للدراسات الهيلينية: مكتبة باباماركو لكتب البيزنطية وعصور اليونان الوسطى، ومكتبة فاردينويانيس لكتب الحضارة الهيلينية. أيضًا، توفر جامعة نيويورك في أثينا للطلاب فرصة للدراسة في اليونان خلال فصل الصيف.

### جامعة برنستون
برنامج الدراسات الهيلينية هو برنامج مؤسس وذو عناية جيدة بجامعة برنستون.
برعاية قسم: برنامج الدراسات الهيلينية
التأسيس: 1979
المدير: بيتر براون، أستاذ التاريخ
المدير التنفيذي: ديميتري جونديكاس، محاضر عن اليونان الحديثة
الدرجة: شهادة جامعية في الدراسات الهيلينية؛ دكتوراه في الكلاسيكيات
والدراسات الهيلينية

### جامعة سايمون فريزر
الدراسات الهيلينية جامعة سايمون فريزر

### جامعة ييل
برنامج الدراسات الهيلينية تم التأسيس في يوليو 2001 بدعم سخي من مؤسسة ستافروس نياركوس، ثم منذ عام 2007 فصاعدًا بتمويل من مركز ستافروس نياركوس للدراسات الهيلينية في جامعة ييل، وينظم البرنامج المحاضرات والندوات والمؤتمرات ويدعم الأنشطة العلمية لأعضاء هيئة التدريس والطلاب، وكذلك الأحداث الثقافية. ويقدم برنامج الدراسات الهيلينية برنامج تعليم شاملاً في اللغة اليونانية الحديثة للمراحل الابتدائية والمتوسطة والمتقدمة، ويتعاون بشكل وثيق مع مركز دراسة اللغة في جامعة ييل لتطوير الوسائل التعليمية القائمة على التكنولوجيا لاقتناء وإتقان اليونانية الحديثة وإثراء غيرها من الدورات الموجهة للهيلينية. وبالإضافة إلى ذلك، يقدم البرنامج مجموعة متنوعة من الدورات في الأدب والثقافة اليونانية الحديثة وكذلك في التاريخ العثماني واليوناني الحديث، مما يتيح للطلاب الفرصة لدراسة اليونان فيما بعد الكلاسيكية في سياق جغرافي وتاريخي ومقارن واسع. ويرعى البرنامج أيضًا دورات في الأقسام الأخرى، بما في ذلك التاريخ البيزنطي والتاريخ البيزنطي للفن.

### جامعة يورك
برنامج الدراسات الهيلينية نسخة محفوظة 13 ديسمبر 2010 على موقع واي باك مشين.
تحت قيادة مؤسسة التراث اليوناني (HHF) وبدعم سخي من الجمعية اليونانية في تورونتو (GCT) والعديد من المنظمات المجتمعية الأخرى والأفراد، وقد توجت هذه الجهود بالتأسيس الرسمي لرئاسة مؤسسة التراث اليوناني والبرنامج في جامعة يورك
في 28 يناير 2000، تم التوقيع على مذكرة الاتفاق.
دكتور أثاناسيوس (ساكيس) جيكاس هو الرئيس الحالي لمؤسسة التراث اليوناني. وقد جاء من جامعة مانشستر إلى جامعة يورك وتم تعيينه أستاذًا مساعدًا ورئيسًا ثابتًا لمؤسسة التراث اليوناني للتاريخ اليوناني الحديث، كما أن د. ساكيس جيكاس عضو أيضًا في الجمعية الأكاديمية الكندية الهيلينية بأونتاريو (HCAAO) منذ 1 يوليو 2009، ويعمل حاليًا في المجلس التنفيذي لها.

### جامعة فلوريدا
مركز الدراسات اليونانية نسخة محفوظة 15 ديسمبر 2012 على موقع واي باك مشين. تتمثل مهمة مركز الدراسات اليونانية في جلب مختلف دورات جامعة فلوريدا وبرامجها التي تتناول اليونان في الماضي والحاضر معًا تحت رعاية واحدة، من أجل تعزيز قيم الحضارة اليونانية في جميع أنحاء الولاية، ومساعدة المواطنين من جينسفيل وفلوريدا في تفاعلاتهم مع اليونان. وهو يحافظ على دراسة اللغة اليونانية الحديثة حتى تستطيع حسابات الولاية دعم تعليمها.
برعاية قسم: الكلاسيكيات
التأسيس: 1980
المديرون: كاريليزا هارتيجان، أستاذ الكلاسيكيات والدراما؛ ليونيداس بولوبولاس، أستاذ الموارد الغذائية
الدرجة: ليسانس في الكلاسيكيات، مع التركيز على الدراسات اليونانية؛ تخصص الدراسات اليونانية

### جامعة إنديانابوليس
مركز الدراسات اليونانية نسخة محفوظة 1 فبراير 2011 على موقع واي باك مشين. يتم معه تقديم برنامج للدراسة بالخارج.

### جامعة ميسوري سانت لويس
الدراسات اليونانية للهيلينية والثقافة الهيلينية تأثير عميق على حضارتنا في مجموعة واسعة من المجالات: بداية من الفن والمجتمع والسياسة والاقتصاد، وحتى الفلسفة والقانون والطب والعلوم.
وتعد مؤسسة حكومة كاراكاس الهيلينية للأستاذية في الدراسات اليونانية واحدة من أولى إدارات الدراسات اليونانية التي يتم إنشاؤها بالولايات المتحدة. ومهمتها هي التركيز والتطوير والدعم للبحث والتدريس والتعليم العام للهيلينية، مع تركيز خاص على تأثير الحضارة الهيلينية القديمة والوسطى والحديثة على المجتمع المعاصر.
في الوقت الذي كان البحث والتعليم في العلوم الإنسانية يواجهان الانقراض، كانت هذه الأستاذية تهدف إلى حفظ وتعزيز القيم الإنسانية للحضارة اليونانية.

## المنح الدراسية والزمالات
- الجمعية اليونانية الوطنية
- منح وزمالات ستافروس نياركوس
- منحة إيه جي ليفينتيس في الدراسات الهيلينية

## المشروعات
- مشروع الوسائل الإعلامية الهيلينية الأمريكي (AHMP)
- مبادرة صفحات ويكيبديا باللغة الهيلينية نسخة محفوظة 15 فبراير 2011 على موقع واي باك مشين.
- كلية فلانجينيس ـ إحدى المؤسسات الهامة لتعليم الشباب اليوناني، وفتحت أبوابها عام 1655. (http://www.istitutoellenico.org/english/complesso/edifici/index.html نسخة محفوظة 30 أكتوبر 2010 على موقع واي باك مشين.)